# Josep Maria Llorens i Cisteró
Josep Maria Llorens i Cisteró   (Guissona, 9 de febrer de 1923 - Lliçà d'Amunt, 14 de juny de 2019) fou un sacerdot, musicòleg, historiador i professor català.

## Infantesa i adolescència
Fill de Ferran i Ramona, va perdre la mare als pocs dies de néixer, però la segona esposa del seu pare, Teresa Dalmases i Cardenyes, l'estimà tant com una mare biològica. Tingué un germà, Miquel, l'hereu de la casa, dedicat al conreu de la terra campa, que morí als setanta anys.
Des de la seva infància el biografiat va sentir una forta inclinació pel sacerdoci i per la música. Inicià els seus estudis de solfeig i de piano als set anys amb músics del poble i als onze anys ingressà al Seminari Conciliar de Barcelona en el que cursà Humanitats, filosofia i teologia. Al mateix centre va rebre una acurada formació musical amb professors del Conservatori Municipal de Música de Barcelona, particularment del mestre Lluís Maria Millet, director de l'Orfeó Català, i més tard del Pare Robert de la Riba, frare caputxí, organista del Santuari de Nostra Senyora de Pompeia de Barcelona. Els cinc darrers anys de la carrera eclesiàstica exercí d'organista al Seminari que era obert al públic en una època de molta activitat litúrgico-musical.

### Vocació musical
La seva vocació musical no era pròpiament la pràctica de la música sinó la ciència eixida de la música. Inclinació que es corroborà arran d'unes conferències que donava Higini Anglès i Pàmies, màxim exponent de la musicologia espanyola, Cap del Departament de Música de la Biblioteca de Catalunya.
Ordenat Sacerdot, Llorens, l'any 1949, davant la proposició de l'arquebisbat de la diòcesi, Gregorio Modrego Casaus de ser escollit per anar a Roma a fer estudis de dret canònic, Llorens va canviar la proposta per fer estudis de ciències musicals, al Pontificio Istituto di Musica Sacra di Roma sota la direcció d'Anglès, elegit de poc Preside, o sigui, director d'aquell centre musical universitari del Vaticà. Acceptada la proposta, el mateix any, començà la seva pretesa formació musical i musicològica. Tingué de professors: Higini Anglès, de musicologia i formes musicals gregorianes; Luigi Ronga, d'història de la música; Pare Desroquetes, de modalitat; Pierre Thomas, de cant gregorià; Eugène Cardine, de paleografia; Domenico Bartolucci, de direcció musical; Pare Kirschbaum, d'història de l'art.
Al final dels seus estudis va obtenir la llicenciatura en Música Sacra i el doctorat en ciències musicals (musicologia), guardonat amb la medalla d'Or del papa Pau VI, la primera atorgada a un alumne d'aquella universitat pontificia, medalla que li va ser lliurada en sessió acadèmica pública i solemne a l'Aula Magna (1969).

## Carrera investigadora

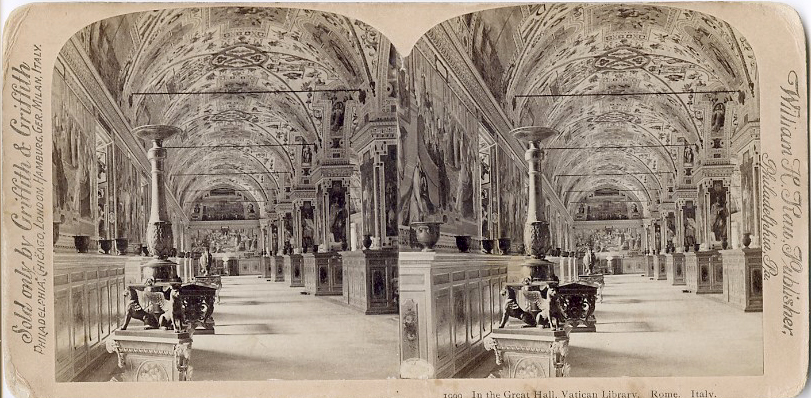
Sala Gran de la biblioteca Vaticana on Mossèn Llorens hi ha passat tantes hores d'estudi

Una vegada acabats els estudis, becat per lEscola espanyola d'història i arqueologia de Roma, portat de la mà d'Higini Anglès que n'era Vicepresident i fundador. La tasca proposada no podia ser més engrescadora. Investigar els arxius musicals de Roma: Archivio di Stato, Ambaixada espanyola, les esglésies de Santiago, Ildefonso i Montserrat amb els compositors que hi feren estada, estudis cabdals per a la història musical dels segles XV-XVIII.
A la vegada, sol·licitat pel Prefecte de la Biblioteca Vaticana, Anselm Maria Albareda i Ramoneda, de comú acord amb lEscola espanyola d'Història i arqueologia que li atorgava la beca, passà a treballar als arxius musicals d'aquella biblioteca com a Col·laboratore Scientífico, 1954. Tasca que es feu patent sobretot amb la publicació de: Capellae Sixtinae Codices, Studi e Testi 202 i Opere musicali della Capella Giulia, Studi e Testi 265, dues obres de transcendència internacional i molt valorades pels musicòlegs del temps, segons testimonis que referim:

F. Lessure. Secretari General del Repertoire International des Sources Musicales. 
| « | Votre magnifique catalogue c'est un instrument de travail qui manquait depuis lontemps à la Vaticane et vous avez comblé avec un soin et une Somtuosité admirables, París, 29 de novembre de 1960. | » |

L. Cervelli. Bibliotecari musicòleg del Conservatori Giovanni B. Martini de Bolonya. 
| « | É un volumen veramente stupendo, un opera davvero colossale che s'impone al mondo degli studiose e dei ricercatori per la vastità dell'organizzazione e la superba raccolta di materiale. Esso colma una lacuna ad abundantiam, perchè è una vera ineusauribile miniera di fonti e notizie, riunite con tanto sagace, coraggiosos e paziente lavoro di anni ed anni, Roma, 25 d'octubre de 1960. | » |

També altres s'expressen de manera semblant, com H. Osthhoff, director de l'Institut de Musicologia de la Universitat de Frankfurt amb Mainz i K. R. B. Lenaerts, professor de musicologia de la Universitat de Lovaina.

L'any 1955, Llorens va continuar la tasca musicològica exercint de Secretari de l'Institut Espanyol de Musicologia del CSIC a Barcelona, que es troba en l'origen del Departament de Musicologia de la Institució Milà i Fontanals, sens deixar els treballs de la Biblioteca Vaticana a la que hi feia estada periòdica durant molts anys aprofitant el cicle estival, com ho certifica el Prefecte Pare Alfonso Raes: 
| « | Il molto Rev. D. José M. Llorens svolge dall'anno 1954 una regolare a vivamente apprezzata attività di collaboratore scientifico presso la Biblioteca Apostolica Vaticana, fornendo dei fondi manoscritti e delle stampe particularmente, per quanto si attiene alla parte musicale, Città del Vaticano, 2 de maig de 1969. | » |

Assentat a Barcelona exercí el càrrec encomanat sempre sota la direcció d'Anglès. Ben aviat va ascendir a Investigador científic i a Vicedirector fins a ser elegit, 1982, Director del centre. Dos anys després el ministre d'Educació i Ciència el nombrava Professor d'Investigació del CSIC.
Durant el decenni 1982-1992 va dirigir el programa d'investigació La música espanyola de los siglos XVI-XVIII en el ámbito de la polifonía culta, música de tecla y tradición con sus teorias de lenguaje musical.

### Catalogació
Format en la prestigiosa escola d'Arxius i Biblioteques de la Biblioteca Vaticana adaptà el sistema genèric de catalogació segons el contingut de les fons musicals de les capelles Sixtina i Julia, obrint nous sistemes a la musicologia i estudiosos de l'art librari i de la miniatura, a més d'una abundant aportació de notes biogràfiques sobre els copistes assalariats i compositors; sobre temes paròdics, resolució dels cànons enigmàtics, heràldica, dedicatòries a personatges escaients, identificació de peces sense nom d'autor, més encara. Sobre les moltes pintures que figuren són primordials les dels famosos Vincent Raymond i Apollonio Buonfratelli, últims baluards de la pintura pontifícia del segle xvi, i a les que han fet memòria Mirella Levi d'Ancona i Emilia Anna Zalamo.
A més de la catalogació ha identificat i datat manuscrits musicals de moltes biblioteques, com el Còdex Casanatense 2856 (Roma) que correspon al Cançoner d'Isabella d'Este (Ferrara) esposa de Francesco Gonzaga (Màntua), troballa molt lloada per Gustavo Reese, Karl Gueringuer, Heinrich Hüschen, Helmut Osthoff, Madame H. de Chambure, Guglielmo Barblan i Mariangela Donà. Un altre cançoner del que s'havia perdut rastre, el va identificar i estudiar com El Cançoner de Gandia que perviu a la Biblioteca de Catalunya.

## Música de l'edat mitjana

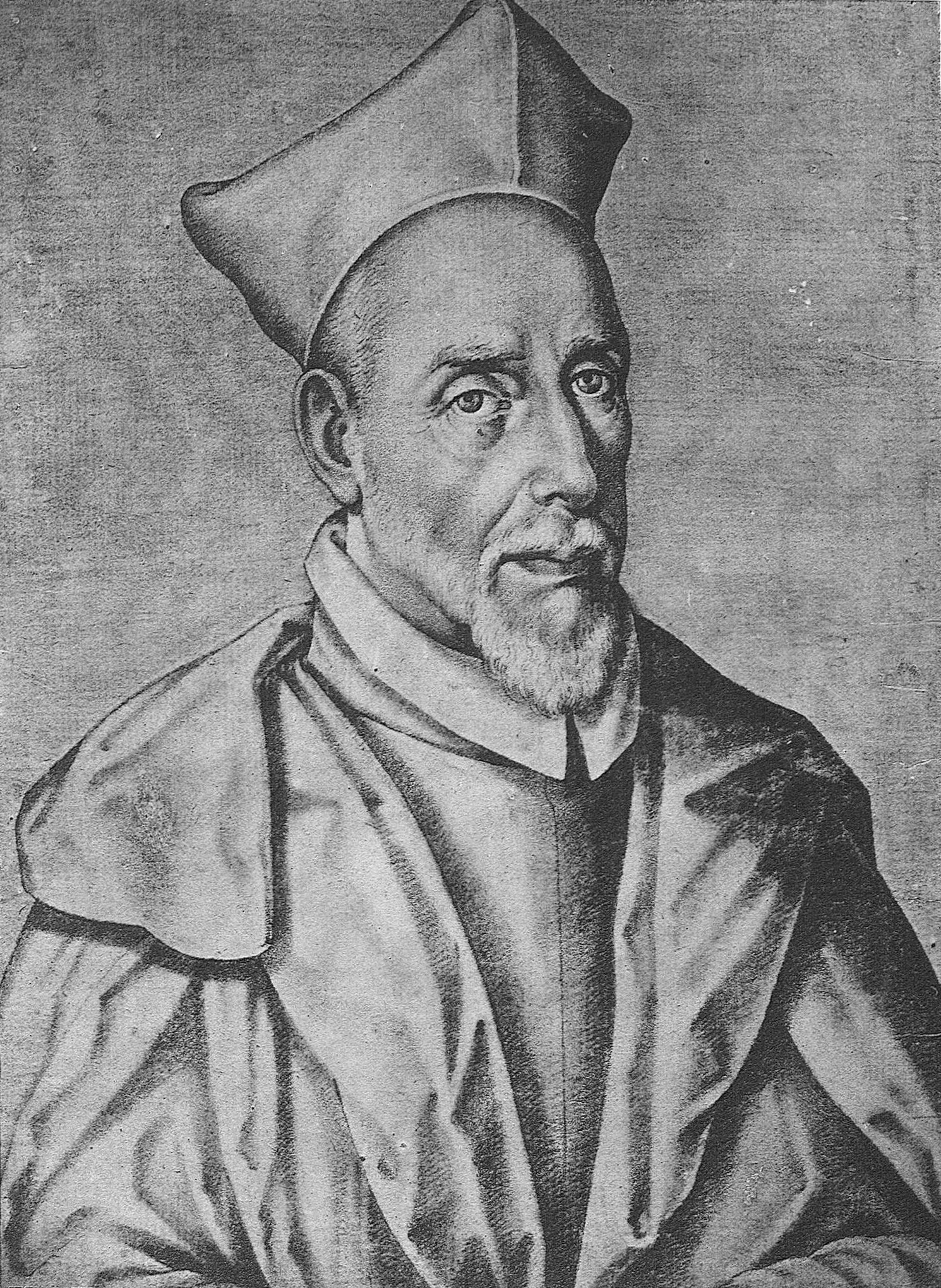
Litografia de Francisco Guerrero al que Mossèn Llorens li ha dedicat gran part dels seus treballas

En aquest camp els seus estudis més amplis són sobre les Cantigues de Santa Maria del rei Alfons X, el Savi, centre d'interès com a redactor, publicista i pedagog. De tots els treballs, el de més relleu és el que figura en l'edició facsimilar T. I. d'El Escorial editat per Edilan, Madrid 1979, d'un valor bibliogràfic excepcional. També ha publicat sobre la cort musical de Pere el de la Cerimonia i la seva època a més d'un estudi sobre la Missa de Barcelona. De l'època més tardana ressalta un article en el qual ofereix de primera mà referències i documentació dels cantors pontificis que pontificaren per tot el segle xv, o sigui, des de Bonifaci IX (1389) fins a Alexandre VI (1503) música vocal del Renaixement. Però de manera prioritària la polifonia del segle xvi, i el personatge principal, el compositor de Sevilla, Francisco Guerrero del que ha publicat les seves obres completes a la sèrie Òpera omnia de Francisco Guerrero en catorze volums, les úniques obres completes d'una autor espanyol que avui es coneixen. Una transcripció molt acurada amb el seu estudi corresponent com també de les formes musicals incloses. A més d'ajudar a Anglès a la redacció de les Obres completes de Cristobal de Morales ha coronat aquesta sèrie enllestint els dos últims volums pendents arran de la mort de l'editor, el volum IX Officium, missa et motecta defunctorum i el X dedicat als himnes i lamentacions. Simultàniament ha publicat estudis i monografies sobre compositors i músics d'aquella època fincats a Roma.

## Música per a tecla
Des de jove Llorens, organista del Seminari de Barcelona, sentia una forta admiració per la música de tecla composta pels organistes catalans dels segles xvii i XVIII. Tota vegada adreçat a l'estudi publicà una extensa monografia rica en dades i fonts musicals titulada Literatura organística del segle XVII. Allí s'hi troben autors, transcripcions, estudis, comentaris i síntesis de la música per a tecla de seixanta compositors organistes del segle. De tots ells el preferit per la qualitat i quantitat de la seva producció era Joan Baptista Cabanilles. A aquest li va dedicar erudits estudis bibliogràfics i a més la transcripció de la troballa dels dos manuscrits perduts a Felanitx arran de la guerra civil (1936). Fruit d'aquest descobriment va poder publicar el volum I de Versos de Cabanilles en els quals el mestre organista llueix la plenitud del seu talent artístic.
Sobre el mateix tema aportà a la Col·lecció Higini Anglès de la Biblioteca de Catalunya dos números Tres tocates de Pablo Nassarre (1664-1724) i Tientos partidos de Juan de San Agustín i Vicente Hervàs (segles XVII-XVIII). El primer és el més considerat, i el segon valorat per la seva música oberta al rococó.
Paral·lelament a l'estudi de la música de Cabanilles, Llorens va oferir als organistes material desconegut dins la sèrie Obres completes de José Elias, l'organista més notable del segle xviii, repertori organístic indispensable per l'estudi de l'harmonia i formes contrapuntístiques dels segles xvii i XVIII. Demostra com aquest compositor va ser el primer a trencar les formes conservadores dels seguidors d'Antonio de Cabezón i avançar vers procediments més progressistes de cara a una nova harmonia i modulació.

## Activitats docents
La tasca professional de Josep Mª. Llorens en el sector docent fou un complement a la seva carrera d'investigació. A partir de 1963 ocupava oficialment al Conservatori Superior de Música del Liceu la càtedra de les assignatures de musicologia, història i estètica de la música, folklore i cant gregorià. Cal fer present que aleshores la disciplina de musicologia a Espanya no s'impartia, ni era reconeguda en l'àmbit universitari si en canvi en alguns conservatoris superiors de música. Aquest ensenyament de Llorens a l'esmentat centre musical es perllongà un quart de segle, durant el qual accedí a la Junta Directiva i el 1979 va ser nomenat Director adjunt del centre docent.
A l'Institut Espanyol de Musicologia del CISC organitzà un Curs Superior de musicologia repartit en tres anys formant alumnes, alguns d'ells són professors universitaris. També eixamplà coneixements promovent actes, conferències, concerts, cursos estivals d'especialitat i altres activitats de complement. Notable la seva contribució en congressos nacionals i internacionals que passen de la trentena i notables també les conferències arreu d'Espanya sobre temes i músics investigats personalment. Cal afegir els cicles històrico-musicals explicats a l'Institut Italià de Cultura i al centre musical Ars Nova a Barcelona.
Musicòleg assessor del Ministerio de Educación y Ciencia col·laborà en la sèrie discografica Monumentos históricos de la música española de manera especial en els números dedicats a Francisco Guerrero, Tomás Luis de Victoria i les Cantigues de Santa Maria del rei Alfons X, el Savi. De difusió socio cultural són les seves 150 emissions setmanals d'una hora i en directe omplint el programa Estudio de la música antigua de Ràdio 2 de RNE durant els anys 1984i 1985.

## Col·laboració a Diccionaris i altres publicacions
- Die Musik in Geschichte und Gegenwart (Kassel-Alemanya)
- The New Grove Dictionary of Musik und Muisiciens (Londres)
- Gran Enciclopèdia Catalana (Barcelona)
- Gran Enciclopèdia Aragonesa (Saragossa)
- En ciclopèdia Salvat de la Música (Barcelona)
- Editorial Planeta (Barcelona)
- Diccionario de la música española e hispanoamericana amb 84 veus escrites. (Madrid)
- Diccionario de la Real Academia española de Historia
- Diccionario de Historia Eclesiástica amb l'extensa monografia La música religiosa en España.

També a les revistes de musicologia: Anuario musical del CSIC, Nassarre de Zaragoza i  Fontes Artis Musicae del RISM. D'indole divulgativa, a la Revista Sant Jordi de la Diputació provincial de Barcelona; Histori y Vida i de manera constant cada mes des de 2001 a L'Informatiu de Palau-solità i Plegamans. Entre els anys 1982 i 1988 s'encarregà de la direcció de la col·lecció "Monumentos de la Música Española".

## Ministeri
Ordenat sacerdot i cursats els estudis universitaris de música a Roma, de retorn a Barcelona simultaniejà la tasca de musicòleg amb el ministeri eclesiàstic de capellà de la Comunitat de religioses de la Companyia de Maria que regenta el col·legi i la residència Lestonnac (1956), un ministeri de culte diari a l'església de la comunitat oberta al públic cuidant a la vegada de la formació religiosa de les alumnes i residents durant 26 anys, edat de la seva jubilació. Ensems va ser professor de l'Escola italiana i capellà d'aquella colònia a Barcelona (1965-1970). Fundà el Centre Difusor de música sacra per l'ensenyament i pràctica del cant gregorià organitzat celebracions culturals participatives, sobretot a l'Església de Santa Anna. Des de (1969, els dies festius cuida de la comunitat cristiana de la parròquia de Palaudàries, ubicada en la capella de Can Mas-Pasqual arran de la guerra civil (1936).

## Premis i guardons
- Medalla d'Or de S.S. Pau VI (1969).
- Acadèmic corresponent de la Real Academia de Bellas Artes de San Fernando (1972)
- Medalla de Plata Joan Massià (1981)
- Medalla commemorativa de San Benito (1981)
- Acadèmic corresponent de la Real Academia de Bellas Artes de Santa Isabel de Hungria de Sevilla (1982)
- Medalla de Plata de Gandia (1982)
- Medalla de Plata de Mataró (1983)
- Medalla de Plata de Borja (1985)
- Medalla al mèrit en les Bellas Artes en la categoria de Plata del Ministerio de Cultura, (Madrid, 1992)
- Your Selection for International Man of the Year (1992)
- 5000 Personalities of the World, The American Biographical Institute (1994)
- Doctor Nonoris Causa pel Pontifici Institut de Música Sacra (Vaticà, 2001)
- Medalla de Plata del CSIC (Madrid, 1997)
- El Consistori de Guissona (Lleida) posà el seu nom a l'Escola Municipal de Música de la vila (2002)
- Comanda amb placa de l'Orde d'Alfons X el Savi, atorgada pel rei Joan Carles I (2007)

## Articles
En total ha publicat 23 llibres i 4 quaderns de música; 82 articles d'especialitat musicològica i més d'un centenar d'articles de divulgació sobre temes musicals.

### Escrits musicals
Llibres i edicions musicals: 
Capellae Sixtinae Codices musicis notis instructi sive manu scripti sive praelo excussi. Ciutat del Vaticà. Biblioteca Apostòlica Vaticana, 1960; Le opere musicali della Cappella Giulia, manuscritti e edizioni fino el 1700, Ciutat del Vaticà. Biblioteca Apostòlica Vaticana. 265. 1971; José Elías. Obras completas IA. Piezas para la Elevación, Barcelona, Biblioteca Central, XXIV, 1971; Tres tocatas de Pablo Nassarre (1664-1724). Barcelona, Biblioteca Central, 1974; José Elías. Obras completas IB. Piezas para el ofertorio, Barcelona, Biblioteca Central, 1975; Tientos partidos de Juan de San Agustín i Vicente Hervás, Barcelona. Biblioteca Central, 1976; Francisco Guerrero. Òpera omnia. Motetes I-XXII, Barcelona, CSIC. 1978; Josep Elía. Toccata, Petita suite, Barcelona, Conservatori Superior de Música del Liceu, 1980; Francisco Guerrero, Òpera omnia. Liber primus missarum, Barcelona, CSIC, 1980; José Elías. Obras completas IIA. Versos para órgano. Barcelona, Biblioteca Central de Catalunya; Francisco Guerrero. Opera omnia, Missarum liber secundus, 1986; Josep Elías. Obres completes IIB, Versos per a orgue, Barcelona, Biblioteca de Catalunya, 1986; Juan Bautista Cabanilles. Versos para órgano, 1987; Francisco Guerrero. Opera omnia. Motetes XXIII_XLVI, 1987; Francisco Guerrero. Opera omnia, VII. Missarum liber tertius, MME, XLVIII, Barcelona 1991; Francisco Guerrero. Opera omnia. VIII. Missarum liber quartus. MME, LI, Barcelona, 1996; Francisco Guerrero, Opera omnia IX. Missarum liber quintus, MME, LII, Barcelona 1997; Francisco Guerrero, Visperas de Reyes, Barcelona, Junta de Andalucia i Fundación Jaime Gallís, 1998;Francisco Guerrero. Opera Omnia, X. Magnificat, MME; LVI, Barcelona, 1999.

#### Articles
- "Cristóbal de Morales, cantor en la capilla pontificia de Paulo III (1535-1545)", AnM, VIII, 1953, 39-69;
- "Musicos españoles durante el siglo XVI en la capilla pontificia de Roma". Cuadernos de Trabajos de la Escuela Española de Historia y Arqueología en Roma, VII, 1955
- "La capilla pontificia de Paulo III en las fiestas romanas", Cuadernos de Trabajos de la Escuela Española de Historia y Arqueología en Roma, VIII, 1956
- "Las dedicatorias de los manuscritos musicales de la Capilla Sixtina", AnM, XI, 1956, 59-90;
- "Documentos de archivos: libros de canto (siglos XIV-XVI)", AnM, XI. 1956;
- "Juan Escribano, cantor pontificio y compositor (†1557)", AnM, XII, 1957, 97-122; "Miniaturas de Vicent Raymond en los manuscritos musicales de la Capilla Sixtina", Miscelánea en homenaje a monseñor Higinio Anglès, Barcelona1958-61;
- "Notas inéditas sobre el virtuosismo de Isaac Albéniz y su producción pianística", AnM. XIV 1959, 91-103; "El lied en l'obra musical d'Isaac Albéniz", AnM, XV, 1960, 123-40;
- "Isaac Albéniz a través de unas cartas inéditas", Revista San Jorge. Barcelona, Diputación Provincial, 1960;
- "Los códices musicales de la Capilla Sixtina en la historia del arte", Collectanea Vaticana in honorem Anselm Mª. Card Albareda. Ciutat del Vaticà, Biblioteca Apostólica Vaticana, 1962
- "L'obra orgánica de José Elías, discipulo de Juan B. Cabanilles". AnM, XVIII, 1962, 125-40;
- "La música religiosa en España", Diccionarioa de historia eclesiástica. Madrid, Instituto, Enrique Flores, CSIC, 1963
- "El Excmo. Sr. D. José Subirà Puig: biografía y bibliografía". AnM. XVIII, 1963, 3-19;
- "Felice Anerio, compositor pontificio en los" Códices Ottoboniani, de la Biblioteca Vaticana, AnM, XIX. 1964,95-109;
- "El códice casanatense 2.856 identificado como el" Cancionero de Isabelle d'Este, Ferrara, esposa de Francesco Gonzaga (Mantua) AnM. XX. 1965, 161-78;
- "En la corte del emperador y el rey, un organista sin fronteras." Revista San Jorge, Barcelona, Diputación Provincial, 1966;
- "Tres ignoradas antífonas de Giovanni Pierluigi da Palestrina, identificadas en el fondo musical de la Cappella Giulia." An'. XXII, 1967, 3-17; "Técnica y problemas de la musicología actual," Enciclopedia de la música Salvat, Barcelona, 1967;
- "El villancico espiritual renacentista en la corte de los Reyes Católicos," Festivales de Música, Cuenca, 1969
- "Itinerario de un insigne musicólogo: Mos. Higinio Anglès (1888-1969)," Revista San Jorge, Barcelona, Diputación Provincial, 1969;
- "Antonio Massana, compositor," Gran Teatre del Liceu, Barcelona, 1969;
- "The Musical Codexes of Sixtina Chapel Written through the Generosity og the Pauline Popes," Studies in Musicology, U. North Carolina, 1969;
- "Estudio de los instrumentos musicales que aparecen descritos en la relación de dos festines celebrados el año 1529 en la corte de Ferrara," AnM, XXV. 1970, 3-26;
- "I fondi musicali della Biblioteca Vaticana", Fontes Artis Musicae, 1971
- "Extensión y profundidad de l'obra musicològica de Felipe Pedrell", AnM, XXVII, 1972, 77-94; "Valor y significado de l'obra musical de Perosi", TSM, 1973
- "José Elías, organista compositor entre el antiguo i el moderno estilo", Bracara Augusta, Braga, 1974
- "Tratados musicales ibéricos del siglo XVIII", Bracara Augusta, Braga, 1974;
- "Importancia para la música del siglo XVIII de los ejercicios de oposición a los magisterios de capilla", Bracara Augusta, Braga, 1974;
- "Semblaça de mossèn Higini Anglès, musicòleg. Bibliografia", Higini Anglès Scripta musicologica, cura et studio Iosephi López Calo, Roma, 1975
- "Reglamentación del Colegio de Cantores Pontificios, las Constituciones Apostolicae y el Liber Punctorum Cappellae", AnM, XXX, 1975, 97-107;
- "D. José Subirá Puig (Necrología)", AnM, XXXIII-XXXV, 1978-80, 3-5; "La música", "Cantigas de Santa Maria" del rey Alfonso X el Sabio, Edilán, 1979
- "Cinco cantores españoles en la capilla pontificia", AnM, XXXVI, 1981, 69-90;
- "Literatura organística del siglo XVII", Actas del I Congreso Nacional de Musicología, Saragossa, 1981
- "Juan B. Cabanilles, organista de excepción", Asociación Cabanilles de Amigos del Órgano, València, 1981: "El cançoner de Gandia", REM, I 1981;
- "Presentació", Estudis sobre la Verbeta de Francesc Bonastre i Bertran, Tarragona, 1982
- "La música a cappella en la capilla pontificia durante los pontificados anteriores a Paullo III", RMD, VI, 1983
- "Gandia i el seu cançoner del segle XVI", Ullal, Gandia, 1983: "Hacia el nombre de la Capilla Sixtina", AnM XXXVIII, 1983, 247-53;
- "Repercusión de las obras de José Elías en la formación organística del P. Antonio Soler", RMS, VIII, 1985
- "El ritmo musical de las Cantigas de Santa Maria: estado presenta de la cuestión", ANM, XLI, 1986, 47-61;
- "Iconografía e eraldica nel fondo musicale della Cappella Giulia del Vaticano", Rivista Italiana di Musicologia, XXII, 1986;
- "El ritmo de las Cantigas de Santa Maria", Studies on the "Cantigas de Santa Maria": Art, Music and Poetry, Madison, 1987
- "El rey sabio i su obra personal en la confección de las Cantigas de Santa Maria", NAS, III, 1987;
- "La llarga i densa trajectòria del filòleg Josep Romeu i Figueras a l'Institut de Musicologia del CSIC, Bibliografia", AnM, XLII, 1987, 5-28;
- "La música española en la segunda mitad del siglo XVI: polifonía, música instrumental, tratadistas", ACS;
- "La parte del cantus o soprano en la Capilla Pontificia", AnM, XLII, 1987, 81-92;
- "Los maestros de la capilla apostólica hasta el pontificado de Sixto XV (1585-1590)", AnM, 43, 1988, 35-65;
- Cantores de los papas que pontificaron en el siglo XV", Anuario de Estudios Medievales del CSIC, 18. Barcelona, 1988;
- "Prologo de homenaje, Centenario Higini Anglès", AnM, 43,1988;
- "Presentación", Mateo Flecha, el Joven (1530-1604). Il primo libro de Madrigali, Mariano Lambea Castro, MME, XLVI, 1988;
- "Cantores pontificios colegas de Cristóbal de Morales", IAMR, X, 1989;
- "Entre la ceremonia i la gentilesa (comentaris històrico-musicals)", Pere el Cerimoniós i la seva esposa, Anuario de Estudios Medievales. XXIV. Barcelona, 1989;
- "Prestancia del canto gregoriano en la capilla platina de los papas", De musica hispana et aliis. Miscelánea en honor del prof. Dr. José López-Calo, U. Santiago de Compostel·la, 1990
- "La polifonia litúrgica en l'obra d'Higini Anglès". REM, IX.X, 1989-90, 73-119;
- "Glosas al concepto de música del Quadrivium". Las abreviaturas en la enseñanza medieval y la transmisión del saber. Barcelona, U. Central, 1991
- "Glosa al concepto música del Quadrivium" en la transmisión del saber". NASS, VIII, I, 1992, 55-70
- "La música hispana para tecla investigada por Higini Anglès", Homenagem ao Prof. Macario Santiago Kastner. Lisboa, Fundaçao Calouste Gulbenkian, 1992;
- "Alcance y significado de la música española para teclado estudiada i editada en el Instituto Español de Musicología del CSIC", AnM, 48, 1993, 11-46;
- "La música en casa del príncipe Don Juan i en la de las infantas de Aragón y Castilla", NASS, IX, 2, 1993, 155-74;
- "Campos de investigación històrico-musical del Instituto Español de Musicología del CSIC", AnM, 1994, 251-3; "El MM. de la Biblioteca Municipal de Oporto fuente única de la Misa L'home armé de F. Guerrero", AnM, 49, 1994;
- "Estudio i transcripción de tres motetes de Cristóbal de Morales en el MM. 40 de la Biblioteca de Oporto", NASS, XI, 1-2, 1995, 299-323;
- "Versos para organo de Joan Cabanilles", Simposio internacional "Tiento a Cabanilles", Valencia, Palau de la Música i Congressos, 1995, 109-25;
- "El cardenal Alejandro Farnese en la corte pontificia de Rodrigo Borja i Lorenzo de Medicis", AnM, 51, 1996, 11-28;
- "La danza en la corte de Isabel la Católica, NASS, XII, 2, 1996, 237-55;
- "Francisco Guerrero en sus Opera omnia", AnM, 54, 1999, 25-50.